# Joseph Newton Chandler III
Robert Ivan Nichols, alias Joseph Newton Chandler III (12 septembre 1926 – vers 23 juillet 2002) était un homme auparavant non identifié qui s’est suicidé à Eastlake, Ohio aux États-Unis en juillet 2002. Après sa mort, les enquêteurs ne pouvaient trouver sa famille et ont découvert qu’il avait volé l’identité de Joseph Newton Chandler III, un garçon de huit ans qui est mort dans un accident de voiture au Texas en 1945,. Certains soupçonnaient qu’il était en fuite, vu qu’il s’est donné beaucoup de mal pour cacher son identité,.
Sur la base de l'analyse ADN, il a été identifié comme Robert Ivan Nicholas le 21 juin 2018.

## Contexte

### Le vrai Joseph Chandler
Joseph Newton Chandler, né à Buffalo dans l’État de New York le 11 mars 1937, était un garçon de huit,, (ou neuf,) ans qui est mort dans un accident de la route avec ses parents au Texas le 21 décembre 1945,,. Des rapports diffèrent quant au lieu de l’accident (soit Sherman, soit Weatherford,).

### Usurpation d'identité, vie connue
L’homme a volé l’identité de Chandler en septembre 1978 à Rapid City au Dakota du Sud, où il a soumis une demande d’une carte de sécurité sociale. Peu après, il a déménagé à Cleveland, Ohio. Les enquêteurs croient qu’il habitait aussi en Californie pendant un temps.
L’homme inconnu est décrit comme un ermite qui ne sortait de sa maison que pour travailler et manger. Selon ses anciens collègues, il parlait rarement à d’autres personnes et semblait avoir peu d’amis, voire aucun,. Il affichait aussi un comportement étrange : il écoutait du bruit blanc pendant des heures, et une fois il a conduit jusqu’à un magasin L.L.Bean au Maine pour finalement rentrer chez lui en Ohio quand il n’a trouvé aucune place libre dans le parking du magasin.
L’homme était intelligent et semblait avoir fait des études (ou eu de l’expérience) en génie électrique. Il travaillait en tant qu’électrotechnicien et dessinateur industriel pour Lubrizol. Cette entreprise l’a licencié en 1997.
L’homme prétendait avoir une sœur qui s’appelait « Mary Wilson » qui, selon lui, habitait à Columbus. Cependant, l’adresse qu’il a fournie était celle d’un lot vacant.

## Suicide
Le corps de l’homme a été retrouvé dans son appartement le 30 juillet 2002. Il s’était suicidé environ une semaine plus tôt, en se tirant une balle dans la bouche avec un revolver Charter Arms .38 S&W qu’il avait acheté quelques mois auparavant,. On lui avait diagnostiqué le cancer du côlon, ce qui l’a peut-être mené à se suicider,,.
L’homme avait 82,000 dollars dans son compte bancaire, et il avait désigné ses collègues comme contacts d’urgence. Son passé a été découvert après les autorités n’ont pas pu trouver des membres de sa famille et ont appris que le vrai Chandler était mort 57 ans plus tôt. Les autorités n’ont pas pu trouver des empreintes digitales utilisables pour permettre son identification ; elles ont obtenu un échantillon d’ADN auprès d’un hôpital auquel il a été admis en 2000 – il s’est blessé après avoir essayé d’insérer son pénis dans le tube de son aspirateur.

## Théories
Avant ainsi qu'après la découverte de sa vraie identité, les autorités soupçonnent que l’homme était un fugitif,. Il y a plusieurs théories qui essayent d’établir la raison pour laquelle il était en fuite.
Certains « détectives en ligne » ont suggéré qu’il était le tueur du Zodiaque, parce qu’il ressemblait aux portraits robots du tueur et il habitait en Californie, où le Zodiaque était actif. Une autre théorie affirme qu’il était Steven Campbell, un ingénieur du Wyoming recherché pour tentative de meurtre,,. Avant la découverte de son identité, les autorités considéraient également qu’il pourrait avoir été un criminel de guerre nazi qui a échappé à la justice.

## Détails personnels

### Description
L’homme était blanc, âgé entre 65 et 70 ans, 1,70 m (5 ft 7) de hauteur et pesait 73 kg. Il avait des cheveux bruns grisonnants et des yeux marron,.

### Personnes disparues exclues
Les personnes disparues suivantes ont été exclues comme la vraie identité de l’homme :
- John Barreto
- Shirley Campbell